# Specchio di poppa

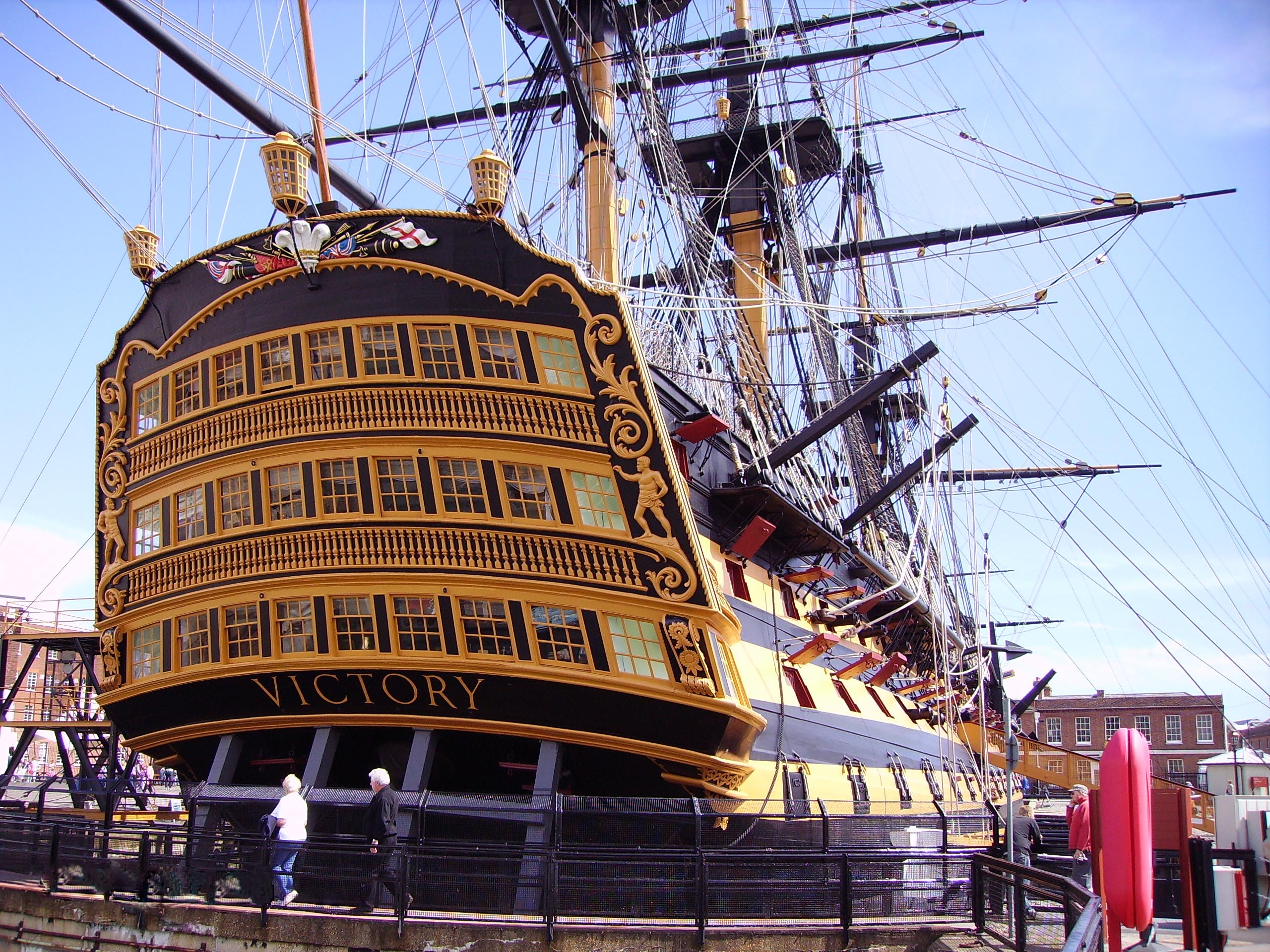
Lo specchio di poppa della HMS Victory

Nelle imbarcazioni lo specchio di poppa è la parte terminale ed estrema della poppa che termina con una tavola più o meno piatta, trasversale rispetto all'asse longitudinale dello scafo, che collega le due fiancate di dritta e di sinistra. Presso lo specchio di poppa sono spesso situati gli apparati di timoneria per mantenere o modificare la rotta. Talora nella parte bassa dello specchio di poppa vi sono delle aperture chiamate ombrinali aventi la funzione di far defluire fuori l'acqua piovana o di mare entrata all'interno dello scafo.